# Луговое (Омская область)
Лугово́е — село в Таврическом районе Омской области. Административный центр Луговского сельского поселения.

## История
Основано в 1909 году. В 1928 году коммуна Луч-Зари состояла из 4 хозяйств, основное население — русские. В административном отношении находилась в составе Солоновского сельсовета Таврического района Омского округа Сибирского края. В 1962 году указом Президиума Верховного Совета РСФСР деревне Сталинка присвоено наименование Луговая.

## Население
| 1926 | 2010  |
| ---- | ----- |
| 32   | ↗1259 |

## Улицы
| - ул. 70 лет Октября, - ул. Гагарина, - ул. Животноводов, - ул. Ленина, - ул. Луговая, | - ул. Митрофанова, - ул. Набережная, - ул. Рабочая, - пер. Школьный, - ул. Юбилейная. |